# Elektronolitografia
Elektronolitografia - jest obok fotolitografii i rentgenolitografii techniką wykorzystywaną do produkcji zminiaturyzowanych przyrządów półprzewodnikowych na podłożach półprzewodnikowych.
W tej metodzie zamiast fotonów do uczulania rezystu wykorzystuje się wiązkę elektronów o energii rzędu 20 keV charakteryzującą się znacznie mniejszą długością fali. Główną zaletą tej techniki jest więc wysoka rozdzielczość sięgająca 0,1 nm. Dodatkowo nie trzeba stosować maski, gdyż wiązką elektronów można sterować bezpośrednio za pomocą pola elektrycznego lub pola magnetycznego. Odwzorowanie następuje przez przemiatanie wiązką po określonych rejonach zaprogramowanych w komputerze sterującym. Korekcja elektrostatyczna działa szybciej niż magnetyczna, jest jednak mniej precyzyjna. Wysoka energia elektronów oprócz klasycznych wzbudzeń prowadzi do rozrywania wiązań C-C, co powoduje zwiększenie rozpuszczalności rezystu. Otrzymanie tak wysokiej precyzji wymaga wprowadzenia dodatkowych elementów kontrolujących centrowanie maski i podłoża. Płytki umieszczane są na stolikach, których położenie kontrolowane jest z dokładnością do ułamków nanometrów za pomocą interferometrów laserowych.
Ograniczeniem rozdzielczości elektronolitografii są przekrój wiązki elektronowej, rozpraszanie elektronów w podłożu i rezyście oraz wtórne odbicie od warstw rezystu. W zderzeniach generowane są również wtórne elektrony, które penetrują materiał daleko poza naświetlanym obszarem. Ekspozycji towarzyszy również silne rozpraszanie energii mogące częściowo rozkładać rezyst. Problemy te ujawniają się szczególnie przy produkcji struktur periodycznych i naświetlaniu blisko leżących elementów, Wtedy to sumują się bocznie rozproszone elektrony mogące powodować wywołanie rezystu w niechcianych obszarach. Jednym z rozwiązań jest stosowanie elektronów o niskiej energii, jednak wtedy pojawiają się problemy z silnym odpychaniem Coulombowskim elektronów i kolimacją wiązki. Użycie wysokoenergetycznych, głęboko penetrujących elektronów powoduje z kolei znaczne wydłużenie czasów naświetlania. Poważnym ograniczeniem elektronolitografii jest jej szybkość ograniczona prędkością skanowania wiązki. Choć powszechnie stosuje się ją w laboratoriach badawczych w przemyśle elektronicznym wciąż bezkonkurencyjna pod względem szybkości (100 razy szybsza) jest fotolitografia. Ważnym zastosowaniem elektronolitografii jest produkcja masek wykorzystywanych w fotolitografii.